# Antiguo Morelos
Antiguo Morelos es una localidad del estado mexicano de Tamaulipas, cabecera del municipio de Antiguo Morelos. Según el conteo de 2020 del INEGI, cuenta con una población de 3,488 habitantes.

## Toponimia
El nombre de Morelos como deferencia al José María Morelos, fue un sacerdote, militar insurgente y patriota mexicano.
Se le denominó Antiguo Morelos para hacer una distinción del localidad de Nuevo Morelos.

## Fundación
Población fundada el 6 de mayo de 1821 con el nombre de villa Baltazar, en el sitio en que se asentaba desde 1751 la Congregación de Baltazar. 
Por el decreto del 27 de septiembre de 1828, expedido por el Congreso del Estado, se le concedió el título de Villa Morelos, en honor del caudillo de la Independencia Don José María Morelos y Pavón. De acuerdo al decreto de 19 de octubre de 1860 en el que se decreta la creación de Nuevo Morelos, el Antiguo pasa a ser una congregación nuevamente. Desde 1862 se le conoce como Antiguo Morelos, al retomar jurisdicción propia y para diferenciarla del Nuevo Morelos.

## Monumentos arquitectónicos
- Se encuentra el Templo de San José, que data del siglo XIX, ubicado al costado Oeste de la Plaza principal, siendo principalmente de tipo arquitectónico.